# Rhododendron proliferum
Rhododendron proliferum är en ljungväxtart som beskrevs av Herman Otto Sleumer. Rhododendron proliferum ingår i släktet rododendron, och familjen ljungväxter. Inga underarter finns listade i Catalogue of Life.